# Omurana
L'omurana (ou mayna) est une langue amérindienne isolée parlée en Amazonie péruvienne, dans la région de Loreto.
La langue est éteinte.

## Classification
L'omurana était parlé dans la région du Río Uritiyacu, un affluent du Marañón. Il est généralement classé comme une langue isolée ou, parfois, comme une langue zaparoane.

## Vocabulaire
Bien qu'éteint, l'omurana nous est connu par des vocabulaires, notamment ceux publiés par Loukotka (1968) et Tessmann (1930).
Exemples du vocabulaire de l'omurana, avec les différences entre les listes de Loukotka et de Tessmann:
| français | Loukotka | Tessmann |
| -------- | -------- | -------- |
| œil      | an-atn   | (a)natun |
| soleil   | héna     | héna     |
| maison   | ána      | ána      |
| blanc    | chalama  | čalama   |
| un       | nadzóra  | naθóro   |
| deux     | dzoʔóra  | θóoro    |